# Can You Feel It
Can You Feel It is de eerste single van het dertiende studioalbum van de Amerikaanse groep The Jacksons, Triumph. De videoclip viel in het oog door de speciale effecten die werden gemaakt door Robert Abel and Associates, een voormalig productiehuis. In 2001 werd de clip benoemd tot een van de beste honderd videoclips ooit gemaakt. Deze top 100 werd gemaakt ter ere van de 20e verjaardag van MTV. In oktober 1980 werd de single eerst uitgebracht in de VS, Canada, Australië en Nieuw-Zeeland. Op 13 februari 1981 volgden het Verenigd Koninkrijk en Ierland en op 25 maart dat jaar het Europese vasteland, Zuid-Afrika en Japan.

## Achtergrond
De plaat werd in het voorjaar van 1981 in een paar landen een radiohit, maar bereikte in thuisland de VS een bescheiden 77e positie in de Billboard Hot 100. In Australië werd de 41e positie behaald, Zuid-Afrika de nummer 1-positie, Frankrijk de 141e, Ierland de 12e en in het Verenigd Koninkrijk de 6e positie in de UK Singles Chart.
In Nederland werd de plaat door dj Ferry Maat veel gedraaid in zijn radioprogramma Soulshow op de befaamde TROS donderdag op Hilversum 3 en werd een hit in de destijds drie landelijke hitlijsten op de nationale publieke popzender. De plaat bereikte de 2e positie in zowel de Nederlandse Top 40 als de TROS Top 50 en de 3e positie in de Nationale Hitparade. In de Europese hitlijst op Hilversum 3, de TROS Europarade, werd de 6e positie bereikt.
In België bereikte de plaat de  nummer 1-positie in de voorloper van de Vlaamse Ultratop 50 en de 2e positie in de Vlaamse Radio 2 Top 30. In Wallonië werd géén notering behaald.
In de sinds december 1999 jaarlijks uitgezonden NPO Radio 2 Top 2000 van de Nederlandse publieke radiozender NPO Radio 2, stond de plaat van 1999 t/m 2005 en van 2012 t/m 2015 in de lijst der lijsten genoteerd met als hoogste notering een 730e positie in 1999.

## Live
The Jacksons hebben Can You Feel It opgevoerd tijdens hun 'Triumph Tour'. Tijdens de 'Michael Jackson: 30th Anniversary Celebration, The Solo Years' concerten in 2001 voerden The Jacksons Can You Feel It op, samen met het nummer HIStory.
The Jacksons hebben het nummer ook opgevoerd tijdens hun Unity Tour in 2012 en 2013.

## Tracklijst
12" Vinylsingle
A1. Can You Feel It
A2. Wondering Who
B. Shake Your Body (Down to the Ground)
12" Vinylsingle
A1. Can You Feel It
A2. Blame It On The Boogie
B. Shake Your Body (Down to the Ground)
12" Vinylsingle (2)
A1. Can You Feel It
A2. Shake Your Body (Down to the Ground)
B. Wondering Who
12" Promo Vinylsingle
A. Can You Feel It
B. Can You Feel It
7" Vinysingle
A. Can You Feel It
B. Wondering Who
7" Vinylsingle - Japan
A. Can You Feel It
B. Push Me Away
7" Vinylsingle - VS / Canada
A. Can You Feel It
B. Everybody
7" Vinylsingle - Australië / Nieuw-Zeeland
A. Can You Feel It
B. Bless His Soul

## Hitnoteringen

### Nederlandse Top 40
| Hitnotering: 28-03-1981 t/m 20-06-1981 | Hitnotering: 28-03-1981 t/m 20-06-1981 | Hitnotering: 28-03-1981 t/m 20-06-1981 | Hitnotering: 28-03-1981 t/m 20-06-1981 | Hitnotering: 28-03-1981 t/m 20-06-1981 | Hitnotering: 28-03-1981 t/m 20-06-1981 | Hitnotering: 28-03-1981 t/m 20-06-1981 | Hitnotering: 28-03-1981 t/m 20-06-1981 | Hitnotering: 28-03-1981 t/m 20-06-1981 | Hitnotering: 28-03-1981 t/m 20-06-1981 | Hitnotering: 28-03-1981 t/m 20-06-1981 | Hitnotering: 28-03-1981 t/m 20-06-1981 | Hitnotering: 28-03-1981 t/m 20-06-1981 | Hitnotering: 28-03-1981 t/m 20-06-1981 | Hitnotering: 28-03-1981 t/m 20-06-1981 |
| Week:                                  | 1                                      | 2                                      | 3                                      | 4                                      | 5                                      | 6                                      | 7                                      | 8                                      | 9                                      | 10                                     | 11                                     | 12                                     | 13                                     |                                        |
| -------------------------------------- | -------------------------------------- | -------------------------------------- | -------------------------------------- | -------------------------------------- | -------------------------------------- | -------------------------------------- | -------------------------------------- | -------------------------------------- | -------------------------------------- | -------------------------------------- | -------------------------------------- | -------------------------------------- | -------------------------------------- | -------------------------------------- |
| Positie:                               | 39                                     | 29                                     | 13                                     | 10                                     | 5                                      | 4                                      | 2                                      | 2                                      | 4                                      | 7                                      | 12                                     | 17                                     | 40                                     | uit                                    |

### Nationale Hitparade / Mega Top 50
| Hitnotering: (Week 1 t/m 13) 04-04-1981 t/m 27-06-1981 Hitnotering: (Week 14 t/m 16) 04-07-2009 t/m 18-07-2009 | Hitnotering: (Week 1 t/m 13) 04-04-1981 t/m 27-06-1981 Hitnotering: (Week 14 t/m 16) 04-07-2009 t/m 18-07-2009 | Hitnotering: (Week 1 t/m 13) 04-04-1981 t/m 27-06-1981 Hitnotering: (Week 14 t/m 16) 04-07-2009 t/m 18-07-2009 | Hitnotering: (Week 1 t/m 13) 04-04-1981 t/m 27-06-1981 Hitnotering: (Week 14 t/m 16) 04-07-2009 t/m 18-07-2009 | Hitnotering: (Week 1 t/m 13) 04-04-1981 t/m 27-06-1981 Hitnotering: (Week 14 t/m 16) 04-07-2009 t/m 18-07-2009 | Hitnotering: (Week 1 t/m 13) 04-04-1981 t/m 27-06-1981 Hitnotering: (Week 14 t/m 16) 04-07-2009 t/m 18-07-2009 | Hitnotering: (Week 1 t/m 13) 04-04-1981 t/m 27-06-1981 Hitnotering: (Week 14 t/m 16) 04-07-2009 t/m 18-07-2009 | Hitnotering: (Week 1 t/m 13) 04-04-1981 t/m 27-06-1981 Hitnotering: (Week 14 t/m 16) 04-07-2009 t/m 18-07-2009 | Hitnotering: (Week 1 t/m 13) 04-04-1981 t/m 27-06-1981 Hitnotering: (Week 14 t/m 16) 04-07-2009 t/m 18-07-2009 | Hitnotering: (Week 1 t/m 13) 04-04-1981 t/m 27-06-1981 Hitnotering: (Week 14 t/m 16) 04-07-2009 t/m 18-07-2009 | Hitnotering: (Week 1 t/m 13) 04-04-1981 t/m 27-06-1981 Hitnotering: (Week 14 t/m 16) 04-07-2009 t/m 18-07-2009 | Hitnotering: (Week 1 t/m 13) 04-04-1981 t/m 27-06-1981 Hitnotering: (Week 14 t/m 16) 04-07-2009 t/m 18-07-2009 | Hitnotering: (Week 1 t/m 13) 04-04-1981 t/m 27-06-1981 Hitnotering: (Week 14 t/m 16) 04-07-2009 t/m 18-07-2009 | Hitnotering: (Week 1 t/m 13) 04-04-1981 t/m 27-06-1981 Hitnotering: (Week 14 t/m 16) 04-07-2009 t/m 18-07-2009 | Hitnotering: (Week 1 t/m 13) 04-04-1981 t/m 27-06-1981 Hitnotering: (Week 14 t/m 16) 04-07-2009 t/m 18-07-2009 | Hitnotering: (Week 1 t/m 13) 04-04-1981 t/m 27-06-1981 Hitnotering: (Week 14 t/m 16) 04-07-2009 t/m 18-07-2009 | Hitnotering: (Week 1 t/m 13) 04-04-1981 t/m 27-06-1981 Hitnotering: (Week 14 t/m 16) 04-07-2009 t/m 18-07-2009 | Hitnotering: (Week 1 t/m 13) 04-04-1981 t/m 27-06-1981 Hitnotering: (Week 14 t/m 16) 04-07-2009 t/m 18-07-2009 | Hitnotering: (Week 1 t/m 13) 04-04-1981 t/m 27-06-1981 Hitnotering: (Week 14 t/m 16) 04-07-2009 t/m 18-07-2009 |
| Week: | 1 | 2 | 3 | 4 | 5 | 6 | 7 | 8 | 9 | 10 | 11 | 12 | 13 | | 14 | 15 | 16 | |
| --- | --- | --- | --- | --- | --- | --- | --- | --- | --- | --- | --- | --- | --- | --- | --- | --- | --- | --- |
| Positie: | 22 | 13 | 7 | 4 | 4 | 4 | 3 | 3 | 5 | 7 | 12 | 29 | 34 | uit | 44 | 61 | 72 | uit |

### TROS Top 50
Hitnotering: 26-03-1981 t/m 18-06-1981. Hoogste notering: #2 (3 weken).

### TROS Europarade
Hitnotering: 26-04-1981 t/m 14-06-1981. Hoogste notering: #6 (3 weken).

### Vlaamse Radio 2 Top 30
| Hitnotering: (Week 1 t/m 2) 04-04-1981 t/m 11-04-1981 Hitnotering: (Week 3 t/m 12) 25-04-1981 t/m 27-07-1981 | Hitnotering: (Week 1 t/m 2) 04-04-1981 t/m 11-04-1981 Hitnotering: (Week 3 t/m 12) 25-04-1981 t/m 27-07-1981 | Hitnotering: (Week 1 t/m 2) 04-04-1981 t/m 11-04-1981 Hitnotering: (Week 3 t/m 12) 25-04-1981 t/m 27-07-1981 | Hitnotering: (Week 1 t/m 2) 04-04-1981 t/m 11-04-1981 Hitnotering: (Week 3 t/m 12) 25-04-1981 t/m 27-07-1981 | Hitnotering: (Week 1 t/m 2) 04-04-1981 t/m 11-04-1981 Hitnotering: (Week 3 t/m 12) 25-04-1981 t/m 27-07-1981 | Hitnotering: (Week 1 t/m 2) 04-04-1981 t/m 11-04-1981 Hitnotering: (Week 3 t/m 12) 25-04-1981 t/m 27-07-1981 | Hitnotering: (Week 1 t/m 2) 04-04-1981 t/m 11-04-1981 Hitnotering: (Week 3 t/m 12) 25-04-1981 t/m 27-07-1981 | Hitnotering: (Week 1 t/m 2) 04-04-1981 t/m 11-04-1981 Hitnotering: (Week 3 t/m 12) 25-04-1981 t/m 27-07-1981 | Hitnotering: (Week 1 t/m 2) 04-04-1981 t/m 11-04-1981 Hitnotering: (Week 3 t/m 12) 25-04-1981 t/m 27-07-1981 | Hitnotering: (Week 1 t/m 2) 04-04-1981 t/m 11-04-1981 Hitnotering: (Week 3 t/m 12) 25-04-1981 t/m 27-07-1981 | Hitnotering: (Week 1 t/m 2) 04-04-1981 t/m 11-04-1981 Hitnotering: (Week 3 t/m 12) 25-04-1981 t/m 27-07-1981 | Hitnotering: (Week 1 t/m 2) 04-04-1981 t/m 11-04-1981 Hitnotering: (Week 3 t/m 12) 25-04-1981 t/m 27-07-1981 | Hitnotering: (Week 1 t/m 2) 04-04-1981 t/m 11-04-1981 Hitnotering: (Week 3 t/m 12) 25-04-1981 t/m 27-07-1981 | Hitnotering: (Week 1 t/m 2) 04-04-1981 t/m 11-04-1981 Hitnotering: (Week 3 t/m 12) 25-04-1981 t/m 27-07-1981 | Hitnotering: (Week 1 t/m 2) 04-04-1981 t/m 11-04-1981 Hitnotering: (Week 3 t/m 12) 25-04-1981 t/m 27-07-1981 |
| Week: | 1 | 2 | | 3 | 4 | 5 | 6 | 7 | 8 | 9 | 10 | 11 | 12 | |
| --- | --- | --- | --- | --- | --- | --- | --- | --- | --- | --- | --- | --- | --- | --- |
| Positie: | 30 | 22 | uit | 8 | 5 | 3 | 3 | 3 | 2 | 5 | 4 | 12 | 26 | uit |

### NPO Radio 2 Top 2000
| Nummer met noteringen in de NPO Radio 2 Top 2000 | '99 | '00  | '01  | '02  | '03  | '04  | '05  | '06-'11 | '12  | '13  | '14  | '15  |
| ------------------------------------------------ | --- | ---- | ---- | ---- | ---- | ---- | ---- | ------- | ---- | ---- | ---- | ---- |
| Can You Feel It                                  | 730 | 1162 | 1094 | 1444 | 1499 | 1884 | 1959 | -       | 1729 | 1874 | 1733 | 1854 |

1. ↑  Een '-' betekent dat het nummer niet was genoteerd en een vetgedrukt getal geeft de hoogste notering aan.
2. ↑  Deze tabel is bijgewerkt tot en met de laatste editie (2024).

## Coverversie door Gerard, René, Gordon & John Marks
Tijdens de Toppers in Concert optredens op 1, 2, 3, 6, 7 en 8 juni 2007 in de Johan Cruijff Arena,  brachten Gerard, René en Gordon in samenwerking met John Marks hun eigen versie van het nummer Can You Feel It?. Het nummer werd op 8 juni 2007 op cd-single uitgebracht en staat ook op hun album Toppers in concert 2007.

## Hitnoteringen

### Nederlandse Top 40
| Hitnotering: 16-06-2007 t/m 14-07-2007 | Hitnotering: 16-06-2007 t/m 14-07-2007 | Hitnotering: 16-06-2007 t/m 14-07-2007 | Hitnotering: 16-06-2007 t/m 14-07-2007 | Hitnotering: 16-06-2007 t/m 14-07-2007 | Hitnotering: 16-06-2007 t/m 14-07-2007 | Hitnotering: 16-06-2007 t/m 14-07-2007 |
| Week:                                  | 1                                      | 2                                      | 3                                      | 4                                      | 5                                      |                                        |
| -------------------------------------- | -------------------------------------- | -------------------------------------- | -------------------------------------- | -------------------------------------- | -------------------------------------- | -------------------------------------- |
| Positie:                               | 34                                     | 12                                     | 8                                      | 15                                     | 30                                     | uit                                    |

### Single Top 100 / Mega Top 50
| Hitnotering: 16-06-2007 t/m 28-07-2007 | Hitnotering: 16-06-2007 t/m 28-07-2007 | Hitnotering: 16-06-2007 t/m 28-07-2007 | Hitnotering: 16-06-2007 t/m 28-07-2007 | Hitnotering: 16-06-2007 t/m 28-07-2007 | Hitnotering: 16-06-2007 t/m 28-07-2007 | Hitnotering: 16-06-2007 t/m 28-07-2007 | Hitnotering: 16-06-2007 t/m 28-07-2007 | Hitnotering: 16-06-2007 t/m 28-07-2007 |
| Week:                                  | 1                                      | 2                                      | 3                                      | 4                                      | 5                                      | 6                                      | 7                                      |                                        |
| -------------------------------------- | -------------------------------------- | -------------------------------------- | -------------------------------------- | -------------------------------------- | -------------------------------------- | -------------------------------------- | -------------------------------------- | -------------------------------------- |
| Positie:                               | 22                                     | 25                                     | 10                                     | 21                                     | 68                                     | 95                                     | 99                                     | uit                                    |